# Abdulilah bin Abdulaziz Al Saud
Prinz Abdulilah bin Abdulaziz Al Saud (arabisch عبد الإله بن عبد العزيز آل سعود, DMG ʿAbd al-Ilāh b. ʿAbd al-ʿAzīz Āl Saʿūd; * 1939) ist ein Politiker und Mitglied der Saudi-Dynastie. Er ist nach seinem Halbbruder, König Salman, der zweitälteste lebende Sohn des Königs Abdulaziz.

## Leben
Abdulilah wurde 1939 als 28. Sohn von König Abdulaziz, der auch als Ibn Saud bekannt ist, geboren. Seine Mutter war Haya bint Saad bin Abdul Muhsin Al Sudairi, die am 18. April 2003 in Riad im Alter von 90 Jahren starb und dort auch beerdigt wurde. Sie gehörte der einflussreichen Sudairi-Familie an.
Abdulilahs Vollbrüder waren Badr bin Abdulaziz Al Saud, langjähriger stellvertretender Kommandeur der saudi-arabischen Nationalgarde, und Abdul Majid bin Abdulaziz Al Saud. Seine Vollschwestern waren Mischal, Nura und Hussa. Neben seinen vielen Halbgeschwistern väterlicherseits hat er außerdem einen älteren Halbbruder, Abdullah, aus der vorherigen Ehe seiner Mutter mit Mohammed bin Abdul Rahman Al Saud, einem Halbbruder von König Abdulaziz.
Abdulilah wurde im Jahr 1982 zum Gouverneur der Provinz al-Qasim ernannt und hielt dieses Amt bis 1992. Während seiner Zeit in diesem Amt im Mai 1991 erlaubte er zwei radikalen Geistlichen in Buraidah nicht, Freitagspredigten zu halten. Der Vorfall löste Konflikte aus und Tausende von Menschen protestierten unter der Führung der örtlichen Ulema und der Religionspolizei gegen ihn.
Anschließend wurde er im Jahr 1998 zum Gouverneur der Provinz al-Dschauf ernannt und löste Sultan bin Abdul Rahman Al Sudairi im Amt ab. Er war bis 2001 im Amt, als sein Neffe Fahd bin Badr Al Saud zum Gouverneur der Provinz ernannt wurde.
Er wurde in der Erbfolge zugunsten des ehemaligen Kronprinzen Muqrin übersprungen. Abdulilah ist als einer der wenigen überlebenden Söhne von König Abdulaziz seit dessen Gründung Mitglied im Thronfolgerat.

## Familie
Abdulilah ist verheiratet und Vater von zwei Söhnen, Abdulaziz, Stakeholder der Al Rajhi Bank Saudi Arabia, und Abdul Majid sowie von zwei Töchtern, Mishail und Fahda.

## Sonstiges
Neben Abdulilah ist Abdul Elah eine weitere Schreibweise seines Namens.